# Makedonisches Grab 1 (Argilos)

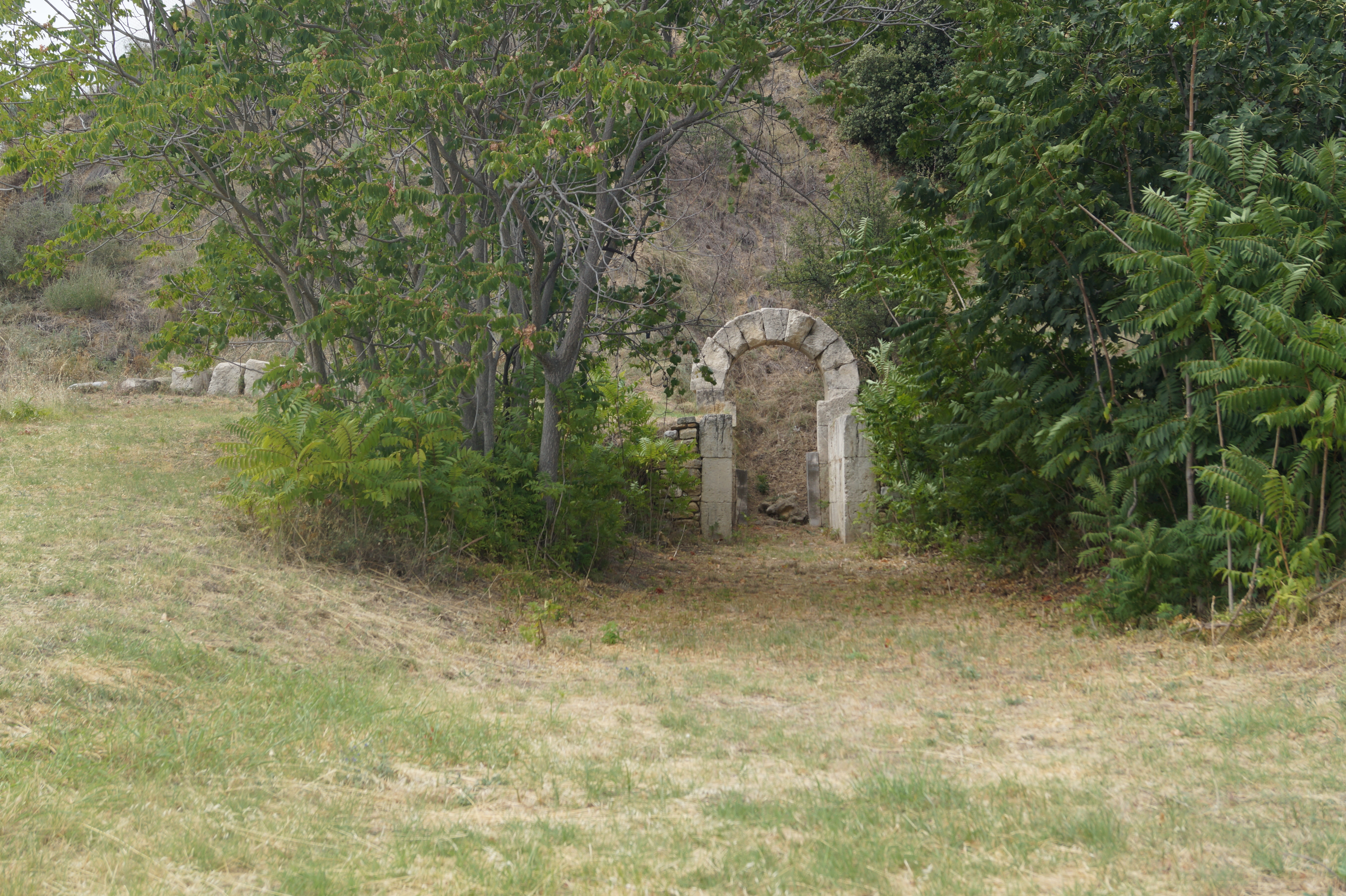
Dromos und Türbogen des Eingangs

Das Makedonische Grab 1 (griechisch Μακεδονικός Τάφος Α΄) von Argilos liegt am westlichen Ortsrand von Sykia etwa 40 m nördlich der Ethniki Odos 2. Es war größer und älter als das weiter östlich gelegene Makedonische Grab 2 und wurde Mitte des 4. Jahrhunderts v. Chr. errichtet. Es ist nicht bekannt, ob das Grab zu dem etwa 400 m westlich gelegenen Argilos oder zu dem etwa 3 km nordöstlich gelegenen Amphipolis gehörte, das sich im 4. Jahrhundert bis auf das Westufer des Strymon ausgebreitet hatte.

## Beschreibung

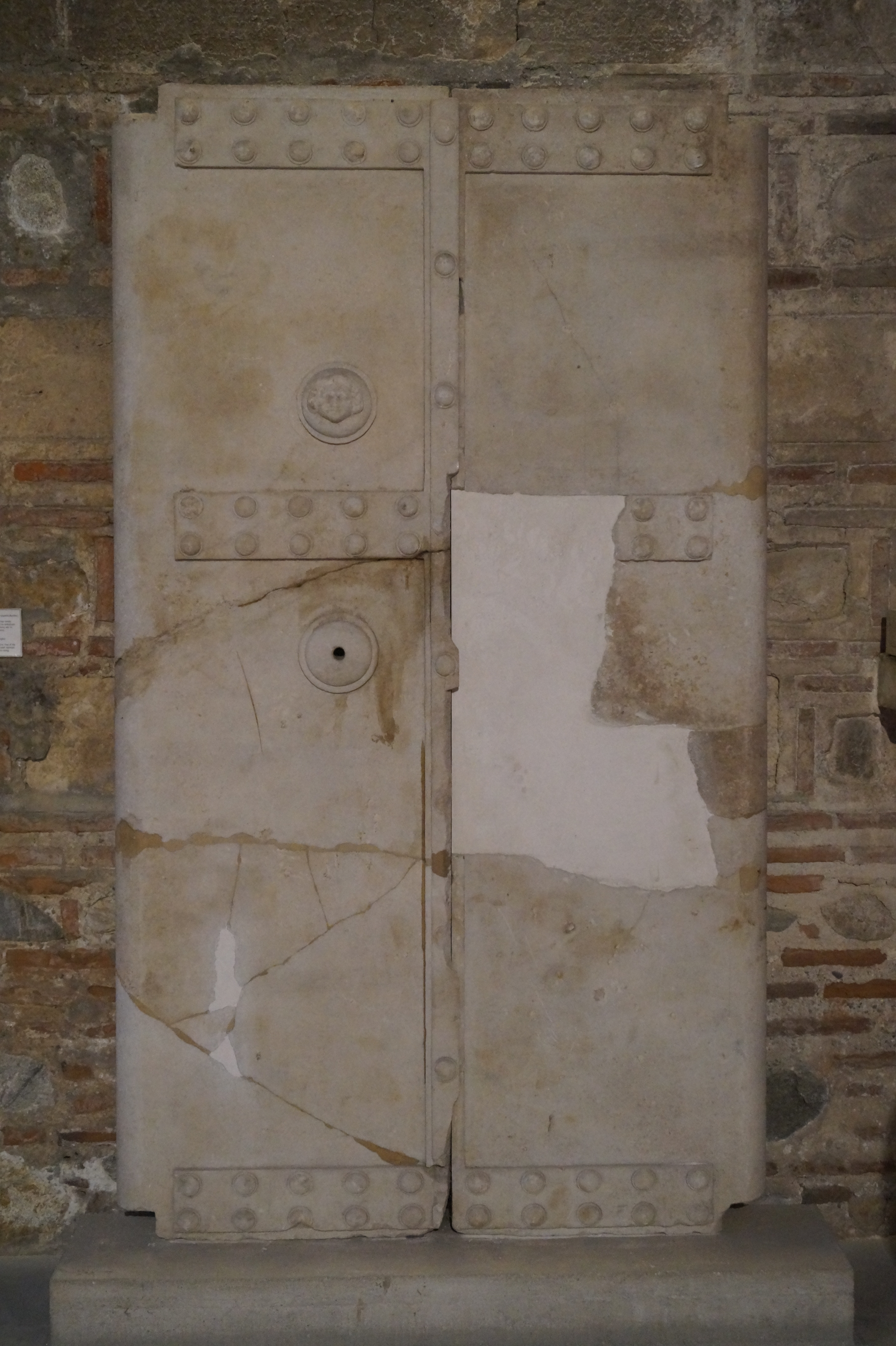
Zweiflügelige Marmortür

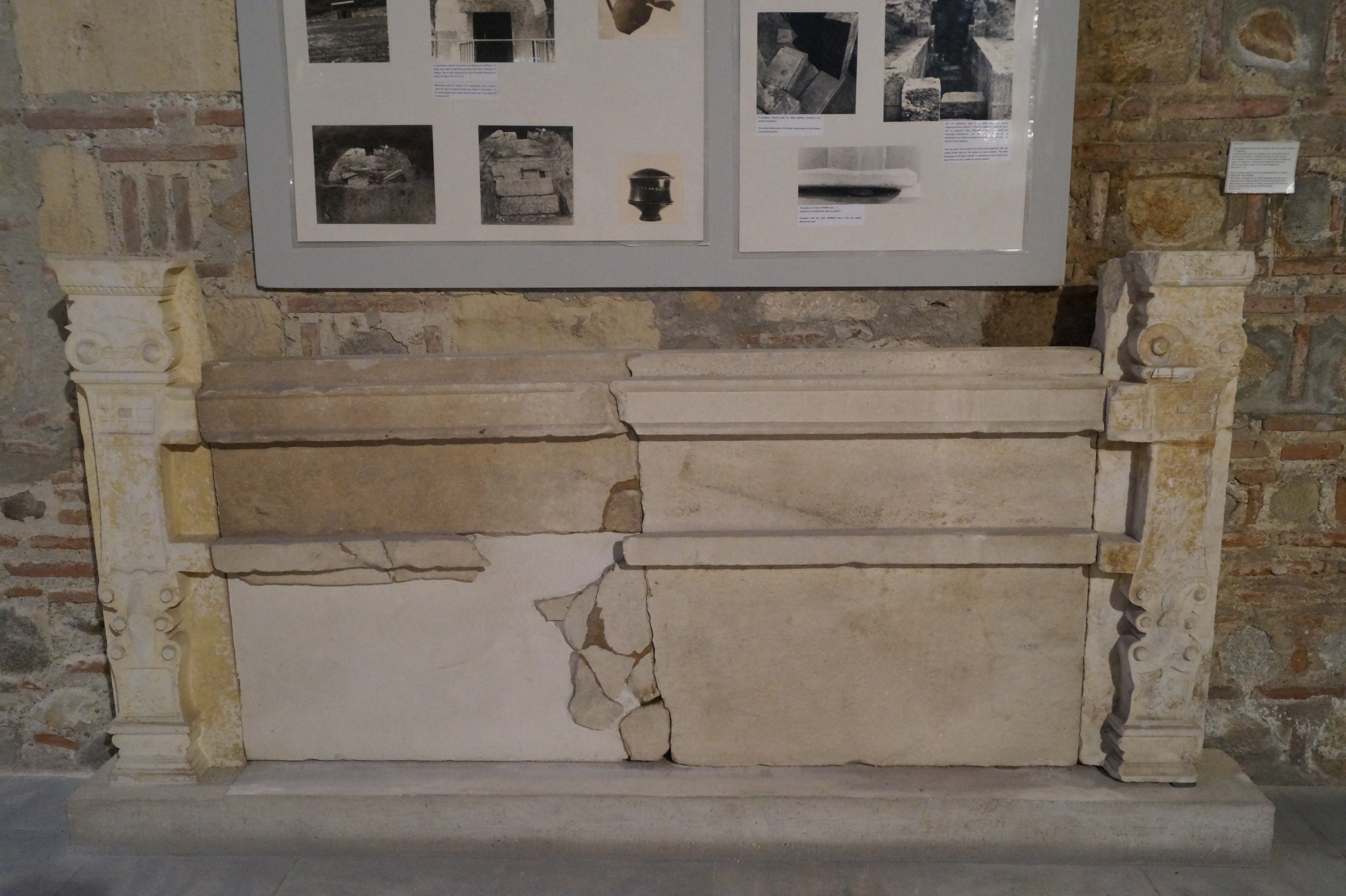
Marmorbahre

Von dem Grab sind heute nur noch Teile des etwa 6 m langen und 2 m breiten Dromos und der Türbogen des Eingangs erkennbar. Hinter dem Eingang betrat man eine Vorkammer, bevor man die Hauptkammer erreichte. Unter dem Boden der Hauptkammer fand man drei rechteckige, gemauerte Gruben, die der Beisetzung der Toten diente. Die Ausgrabung des Grabes erfolgte 1976 unter Leitung des Archäologen  Dimitrios Lazaridis. Die Grabkammer ist schlecht erhalten und konnte nicht ausführlich erforscht werden, da bei der Ausgrabung ständig Erde von dem darüber liegenden Hügel herabrutschte. So konnte auch nicht geklärt werden, ob die Grabkammer in den Hügel gegraben oder mit Steinquadern gemauert war.

## Funde
Trotzdem machte man einige bedeutende Funde. So fand man in der Vorkammer die zerbrochene, zweiflügelige Marmortür und Teile einer Totenbahre aus Marmor. Auf dem linken Flügel der Marmortür ist eine Meerjungfrau abgebildet und darunter gibt es eine Bohrung, an der vermutlich die Riegelschnur befestigt war. Die Verzierungen auf der Bahre erinnern an die Dekoration der Elfenbeinbahre aus dem Grab Philipps II. in Vergina. Außerdem fand man einen Marmorblock mit der Inschrift ΑΡΘΜΙΟΣ ΛΑΙ[...]. Die Funde sind im Archäologischen Museum von Serres ausgestellt.